# Parnassia townsendii
Parnassia townsendii är en benvedsväxtart som beskrevs av Robinson. Parnassia townsendii ingår i släktet Parnassia och familjen Celastraceae. Inga underarter finns listade.